# Leatherwolf (1987)
Leatherwolf è il secondo album dei Leatherwolf, pubblicato nel 1987 per la Island Records.

## Tracce
1. Rise or Fall – 6:26
2. The Calling – 4:03
3. Share a Dream – 4:34
4. Cry Out – 5:04
5. Gypsies and Thieves – 4:41
6. Bad Moon Rising (Creedence Clearwater Revival Cover) – 2:39
7. Princess of Love – 3:22
8. Magical Eyes – 3:04
9. Rule the Night – 4:36

### Bonus track (solo remaster)
- 10. The Hook [live] 04:31

## Formazione
- Mike Olivieri - voce, chitarra
- Geoff Gayer - chitarra
- Carey Howe - chitarra
- Paul Carman - basso
- Dean Roberts - batteria
- Richard Gibbs - tastiere